# Black Panther (colonna sonora)
Black Panther: The Album – Music from and Inspired By (anche noto come Black Panther: The Album) è l'album contenente la colonna sonora dell'omonimo film pubblicato nel 2018. È stato curato da Kendrick Lamar e presenta diversi collaboratori, inclusi molti colleghi di Lamar che hanno firmato per la Top Dawg. L'album è stato pubblicato da Interscope il 9 febbraio 2018. Un album della colonna sonora separato, Black Panther (Original Score), composto da Ludwig Göransson è stato pubblicato il 16 febbraio 2018.

## Produzione
Kendrick Lamar ha prodotto la curatissima colonna sonora del film, intitolata Black Panther: The Album, assieme al fondatore di Top Dawg Anthony Tiffith. Il regista di Black Panther Ryan Coogler ha scelto Lamar per il progetto perché i suoi «temi artistici si allineano con quelli che esploriamo nel film.» Inizialmente, Lamar sta lavorando solo a qualche traccia del film, ma dopo aver visto la maggior parte della pellicola, ha deciso di creare l'album. Sounwave, un produttore dell'album, ha detto che «la produzione, i gangi e le idee» per il film sono state create nell'agosto 2017 quando Lamar era impegnato nel suo The Damn Tour. L'album e il coinvolgimento di Lamar sono stati resi noti attraverso un easter egg nel video musicale del singolo di Lamar Love alla fine di dicembre 2017, con un ciak mentre sta leggendo "B. Panther soundtrack coming soon".
All the Stars, uscito nel gennaio 2018, è il primo singolo estratto da Lamar per l'album, in collaborazione con il collega della Top Dawg SZA. Poco dopo, un nuovo trailer per il presenta Opps di Lamar e Vince Staples. Nello stesso mese, esce King's Dead, canzone con Jay Rock, James Blake e Future. Il 2 febbraio 2018, Lamar estrae anche il terzo singolo Pray for Me (con The Weeknd). Black Panther: The Album è pubblicato il 9 febbraio 2018.

## Tracce
Crediti adattati dal libretto digitale.
1. Black Panther (eseguita da Kendrick Lamar) – 2:11 (testo: Kendrick Lamar, Mark Spears, Kevin Gomringer, Tim Gomringer, Matt Schaeffer – musica: Kendrick Lamar, Sounwave. Co-produzione: Cubeatz, Schaeffer)
2. All the Stars (eseguita da Kendrick Lamar & SZA) – 3:56 (testo: Lamar, Spears, Al Shuckburgh, Solána Rowe, Anthony Tiffith – musica: Sounwave, Al Shux)
3. X (eseguito da Schoolboy Q, Kendrick Lamar, 2 Chainz & Saudi) – 4:27 (testo: Lamar, Spears, Ramon Ibanga, Quincy Hanley, Tauheed Epps, Anele Mbisha – musica: Sounwave. Co-produzione: Illmind)
4. The Ways (eseguito da Khalid & Swae Lee) – 3:59 (testo: Lamar, Spears, Matthew Tavares, Chester Hansen, Leland Whitty, Alexander Sowinski, Khalid Robinson, Khalif Brown – musica: Sounwave, BadBadNotGood, Lamar)
5. Opps (eseguito da Vince Staples, Kendrick Lamar & Yugen Blakrok) – 3:01 (testo: Lamar, Spears, Ludwig Göransson, Vincent Staples – musica: Sounwave, Göransson)
6. I Am (eseguito da Jorja Smith & Kendrick Lamar) – 3:29 (testo: Lamar, Spears, Jorja Smith, Tobias Breuer,Troy Chester – musica: Sounwave, Lamar)
7. Paramedic! (eseguito da SOB X RBE & Kendrick Lamar) – 3:39 (testo: Lamar, Dacoury Natche, Spears, K. Gomringer, T. Gomringer, Juwon Lee, Everett Harris, Wayman Barrow, Jabbar Brown – musica: DJ Dahi, Sounwave, Cubeatz)
8. Bloody Waters (eseguito da Ab-Soul, Anderson Paak, Kendrick Lamar & James Blake) – 4:32 (testo: Lamar, Spears, Robin Braun, Herbert Stevens, James Litherland – musica: Sounwave, Lamar. Co-produzione: Robin Hannibal)
9. King's Dead (eseguito da Jay Rock, Kendrick Lamar, Future & James Blake) – 3:50 (testo: Lamar, Michael Williams II, Travis Walton, Spears, Johnny McKinzie, Nayvadius Wilburn, Litherland, Samuel Gloade, Antwon Hicks – musica: Mike Will Made It, Teddy Walton. Produttore aggiuntivo: Sounwave. Co-produzione (non accreditata): 30 Roc, Twon Beatz, AxlFolie[17][18])
10. Redemption Interlude – 1:25 (testo: Lamar, Hykeem Carter, Zacari Pacaldo – musica: Carter, Lamar)
11. Redemption (eseguito da Zacari, Kendrick Lamar & Babes Wodumo) – 3:42 (testo: Lamar, Walton, Kurtis McKenzie, Mike Riley, Pacaldo, Bongekile Simelane, Mandla Maphumulo – musica: The Arcade, Walton, Scribz Riley. Produttore aggiuntivo: Aaron Bow)
12. Seasons (eseguito da Mozzy, Sjava & Reason) – 4:02 (testo: Lamar, Spears, Adam Feeney, Timothy Patterson, Jabulani Hadebe, Robert Gill – musica: Sounwave, Lamar, Frank Dukes)
13. Big Shot (eseguito da Kendrick Lamar & Travis Scott) – 3:42 (testo: Lamar, Ronald LaTour, Brock Korsan, K. Gomringer, T. Gomringer, Spears, Jacques Webster – musica: Cardo, Cubeatz. Produttori aggiuntivi: Sounwave, Schaeffer)
14. Pray for Me (eseguito da The Weeknd & Kendrick Lamar) – 3:31 (testo: Abel Tesfaye, Lamar, Feeney, Martin McKinney – musica: Frank Dukes, Doc McKinney)

Durata totale: 49:26
Note
- Kendrick Lamar è presente anche nelle tracce The Ways, Opps, I Am, Paramedic!, Redemption Interlude, Redemption e Seasons, ma in queste non è accreditato.[19]
- Redemption presenta Mampintsha, non accreditato.[20]

Campionamenti
- Big Shot contiene un'interpolazione non accreditata di New Freezer di Rich the Kid con Kendrick Lamar.[21]

## Accoglienza
| Recensione         | Giudizio |
| ------------------ | -------- |
| AllMusic           | [ 1 ]    |
| The A.V. Club      | B+       |
| The Guardian       | [ 23 ]   |
| NME                | [ 24 ]   |
| Pitchfork          | [ 25 ]   |
| Rolling Stone      | [ 26 ]   |
| The New York Times | [ 27 ]   |

Il sito Metacritic assegna all'album una valutazione di 84/100. Black Panther: The Album ottiene generalmente recensioni favorevoli.

## Classifiche
Classifiche settimanali
| Classifica (2018)         | Posizione massima |
| ------------------------- | ----------------- |
| Australia                 | 2                 |
| Austria                   | 13                |
| Belgio (Fiandre)          | 8                 |
| Belgio (Vallonia)         | 39                |
| Danimarca                 | 1                 |
| Francia                   | 93                |
| Germania                  | 12                |
| Finlandia                 | 2                 |
| Italia Compilation        | 4                 |
| Norvegia                  | 1                 |
| Nuova Zelanda             | 2                 |
| Paesi Bassi               | 2                 |
| Regno Unito Compilation   | 9                 |
| Stati Uniti               | 1                 |
| US Top Rap Albums         | 1                 |
| US Top R&B/Hip-Hop Albums | 1                 |
| Svizzera                  | 7                 |

Classifiche di fine anno
| Classifica (2018)         | Posizione massima |
| ------------------------- | ----------------- |
| Australia                 | 20                |
| Belgio (Fiandre)          | 53                |
| Belgio (Vallonia)         | 196               |
| Canada                    | 11                |
| Paesi Bassi               | 55                |
| Nuova Zelanda             | 11                |
| Stati Uniti               | 12                |
| US Top Rap Albums         | 9                 |
| US Top R&B/Hip-Hop Albums | 8                 |